# Ландин, Луис Анхель
Луис Анхель Ландин Кортес (исп. Luis Ángel Landín Cortés; родился 23 июля 1985, Самора-де-Идальго, Мексика) — мексиканский футболист, нападающий клуба «Депортиво Малакатеко».

## Клубная карьера
Ландин выпускник футбольной академии клуба «Пачука». 22 августа 2004 года в матче против «Гвадалахары» он дебютировал в мексиканской Примере. 11 сентября 2005 года в поединке против «Хагуарес Чьяпас» Луис забил свой первый гол за «Пачуку». В 2006 году Ландин помог клубу выиграть чемпионат Мексики, а через год повторил успех. В составе «Пачуки» Луис завоевал Южноамериканский кубок, Кубок чемпионов КОНКАКАФ и стал чемпионом Североамериканской суперлиги.
Летом 2007 году он перешёл в «Монаркас Морелия». В новом клубе Ландин провёл полтора года и, несмотря на постоянную игровую практику, особых успехов не добился. В 2009 году он на правах аренды перешёл в «Крус Асуль». Ландин забил 6 голов в 15 встречах и стал лучшим бомбардиром команды. Летом того же года он на правах аренды отправился в американский «Хьюстон Динамо». 24 августа в матче против «Сиэтл Саундерс» Луис дебютировал в MLS. 4 октября в поединке против «Спортинг Канзас-Сити» он забил свой первый гол за «Динамо».
Летом 2010 года Ландин на правах годовой аренды отправился в «Атланте». Он выступал в основном за резервную команду нечасто попадая в основу. Осенью 2011 года Луис остался без клуба. В январе 2012 он подписал соглашение с «Пуэблой». Ландин забил всего 2 года в 17 матчах и летом на правах аренды перешёл сначала в «Керетаро», а затем в «Эстудиантес Текос». В конце 2013 года его контракт с «Пуэблой» истек и в январе 2014 года Луис подписал соглашение с командой Лиги Ассенсо «Бальенас Галеана».
В мае 2016 года Ландин подписал контракт с коста-риканским клубом «Мунисипаль Перес-Селедон».
В апреле 2017 года Ландин присоединился к «Эредиано».

## Международная карьера
1 марта 2006 года в товарищеском матче против сборной Ганы Ландин дебютировал за сборную Мексики. В 2007 году Луис был включен в заявку национальной команды на участие в Кубке Америки в Венесуэле. На турнире он сыграл против сборных Чили и Уругвая и помог сборной Мексики завоевать бронзовые медали первенства.

## Достижения
Командные
 «Пачука»
- Чемпионат Мексики по футболу — Клаусура 2006
- Чемпионат Мексики по футболу — Клаусура 2007
- Североамериканская суперлига — 2007
- Обладатель Южноамериканского кубка — 2006
- Обладатель Кубка чемпионов КОНАКАФ — 2007

Международные
 Мексика
- Кубок Америки по футболу — 2007